# Стрэтэйрн, Дэвид
Дэ́вид Ра́сселл Стрэ́тэйрн (англ. David Russell Strathairn; род. 26 января 1949, Сан-Франциско, Калифорния, США) — американский актёр. Лауреат премии «Эмми», номинант на премию «Оскар».

## Биография
Дэвид Стрэтэйрн родился в Сан-Франциско, Калифорния, в семье врача. Его дед по отцовской линии, Томас Скотт Стрэтэйрн, был по национальности шотландцем, уроженцем города Крифф, в то же время как его бабушка по отцовской линии, Лей, была гавайкой. Стрэтэйрн учился в средней школе «Редвуд» в Ларкспуре, Калифорния, и окончил колледж «Уильямс» в Уильямстоуне (штат Массачусетс) в 1970 году. Он обучался лицедейству в Ringling Bros. and Barnum & Bailey Clown College в Венисе (штат Флорида) и даже работал некоторое время клоуном в дорожном цирке.
Женат на медсестре Логан Гудмен Стрэтэйрн. Они живут в Пукипси, Нью-Йорк. У них двое сыновей: Тэй (род. в 1980) и Эбберли. Тэй — актёр и джазовый пианист; играл в фильмах Джона Сейлза «Восьмёрка выбывает из игры» (в роли Баки) и «Звезда шерифа» (в роли Йена). Эбберли, выпускник Массачусетского технологического института, работает архитектором.

### Карьера в кино и на телевидении
Дэвид Стрэтэйрн был номинирован на премию «Оскар» за роль журналиста канала CBS Эдварда Р. Мэроу в биографическом фильме «Доброй ночи и удачи», в котором рассказывается история противостояния Мэроу с сенатором Джозефом Маккарти, руководившим комиссией по выявлению американцев, которые могли бы сотрудничать с коммунистами в 1950-х годах. За эту роль он был удостоен Кубка Вольпи за лучшую мужскую роль на Венецианском кинофестивале 2005 года, а также номинации на премии «Золотой глобус», BAFTA и Премию Гильдии киноактёров США за лучшую мужскую роль в 2006 году.
Среди других его заметных ролей в кино можно упомянуть Хэррисона Ллойда в фильме «Спасти Хэррисона» (2000), Эрвина Эмори в «Тихушниках» (1992), Джо Сента-Джорджа в «Долорес Клэйборн» (1995), Тезея, герцога Афин, в фильме 1999 года «Сон в летнюю ночь», а также бейсболиста Эдди Сикотта в киноленте «Восьмёрка выбывает из игры» (1988).
Стрэтэйрн часто рассматривается как характерный актёр, появляющийся на экране во второстепенных ролях во многих американских фильмах. Он исполнил роли психиатра Джессики (Эшли Джадд) в «Амнезии», мужа Гэйл (Мерил Стрип) в «Дикой реке», брата Митча (Том Круз) в «Фирме» и сутенёра Линн Брэйкен (Ким Бейсингер) в «Секретах Лос-Анджелеса».
Дэвид неоднократно работал с одноклассником по колледжу «Уильямс» и режиссёром Джоном Сейлзом, начиная с его дебютной картины «Возвращение Сикокус 7», а также в фильмах «Брат с другой планеты», «Рыба страсти», «Свидетель», «Забвение» и «Город надежды», за который Стрэтэйрн получил премию «Независимый дух».
Его телевизионные работы включают в себя самые разнообразные роли: например, заурядного книготорговца Мосса в уважаемом критиками сериале «Дни и ночи Молли Додд»; капитана Келлера, отца слепой девочки Хелен, в телефильме 2000 года «Сотворившая чудо»; бывшего астронавта и телепроповедника в пилотном эпизоде созданного для канала Showtime сериала «Парадиз», запуск которого оказался не успешным. Стрэтэйрн известен и по небольшой роли в телевизионном сериале «Клан Сопрано». Он также снялся в эпизодах второго сезона (Куда не ходят автобусы) сериала «Полиция Майами» и шестого сезона (Изоляция) «Доктора Хауса».
В 2010 году награждён премией «Эмми» за роль доктора Карлока в драме «Тэмпл Грандин». В 2011—2012 годах играл одну из ведущих ролей (доктора Ли Розена) в фантастическом сериале кабельного телеканала SyFy «Люди Альфа».
Среди недавних киноработ Стрэтэйрна можно упомянуть фильм МакДжи «Мы — одна команда» (2006), рассказывающий о возрождении футбольной команды Маршальского университета после авиационной катастрофы 1970 года, в которой погибло большинство участников команды.
Стрэтэйрн играл главную роль (противника персонажа Эндрю Уокера) в фильме Дэвида Гоу и Марка Адама «Стальные пальцы» (2007), посвящённого теме современного национализма. Фильм снят по пьесе Гоу «Вишнёвые доктора», в которой Стрэтэйрн играл на её американской премьере в театре «Вильма» в Филадельфии.
Он играет одного из противников Джейсона Борна, Ноа Восена, в фильмах «Ультиматум Борна» (2007) и «Эволюция Борна» (2012); появился в роли Артура Спайдервика в фильме «Спайдервик: Хроники» (2008). В марте 2013 года присоединился к съёмочной группе новой версии фильма «Годзилла» режиссёра Гарета Эдвардса. Нередко принимает участие в создании документальных фильмов.

### Театр
Дэвид Стрэтэйрн считается опытным театральным актёром, выступавшем на сцене более чем в тридцати спектаклях. Он исполнил несколько ролей в театральных постановках пьес знаменитого английского драматурга Гарольда Пинтера, сыграв Стэнли в пьесе «День рождения» в 1988 и 1989 годах, надзирателя и заключённого в «Горском языке» (1989), Девлина в «Прах к праху» (1999), а также Кернера в пьесе Тома Стоппарда «Хэпгуд» в 1994 году. Стрэтэйрн играет преимущественно в театрах Нью-Йорка.

### Участие в политике
В 2006 году Стрэтэйрн провёл рекламную кампанию в поддержку кандидата в Конгресс США от Демократической партии (ныне сенатора от штата Нью-Йорк) Кирстен Гиллибранд. Он вновь изображал Эдварда Р. Мэроу, своего персонажа из фильма «Доброй ночи и удачи», но его противником вместо Джозефа Маккарти был оппонент Гиллибранд Джон Суини. Он был рассказчиком в видеоклипе, который был показан, чтобы представить Барака Обаму до его речи, в которой он выражал согласие баллотироваться на пост президента США на съезде Демократической партии в 2008 году.

## Фильмография
| Год       |     | Русское название                          | Оригинальное название                  | Роль                           |
| --------- | --- | ----------------------------------------- | -------------------------------------- | ------------------------------ |
| 1980      | ф   | Возвращение Сикокус                       | Return of the Secaucus 7               | Рон Дежарден                   |
| 1983      | ф   | Любовный недуг                            | Lovesick                               | Марвин Цукерман                |
| 1983      | ф   | Силквуд                                   | Silkwood                               | Уэсли                          |
| 1984      | ф   | Ледяной человек                           | Iceman                                 | Доктор Синдж                   |
| 1984      | ф   | Брат с другой планеты                     | The Brother from Another Planet        | Человек в чёрном               |
| 1985      | ф   | Когда зовёт природа                       | When Nature Calls                      | Виджун                         |
| 1985      | с   | Полиция Майами                            | Miami Vice                             | Марти Лэнг                     |
| 1986      | ф   | В упор                                    | At Close Range                         | Тони Пайн                      |
| 1987      | ф   | Свидетель                                 | Matewan                                | Начальник полиции Сид Хатфилд  |
| 1987      | с   | Спенсер                                   | Spenser: For Hire                      | Догги Торп                     |
| 1988      | с   | Уравнитель                                | The Equalizer                          | Филлип Борчек                  |
| 1988      | ф   | Звёзды и полосы                           | Stars and Bars                         | Чарли                          |
| 1988      | ф   | Роковой звонок                            | Call Me                                | Сэм                            |
| 1988      | ф   | Восьмёрка выбывает из игры                | Eight Men Out                          | Эдди Сикотт                    |
| 1988      | ф   | Доминик и Юджин                           | Dominick and Eugene                    | Мартин                         |
| 1989      | тф  | День первый                               | Day One                                | Роберт Оппенгеймер             |
| 1989      | ф   | Вражда                                    | The Feud                               | незнакомец                     |
| 1990      | тф  | Тепловая волна                            | Heat Wave                              | Билл Томас                     |
| 1990      | ф   | Мемфисская красотка                       | Memphis Belle                          | Полковник Крейг Гарриман       |
| 1990      | тф  | Решение                                   | Judgment                               | Отец Франк Обер                |
| 1991      | тф  | Сын утренней звезды                       | Son of the Morning Star                | Капитан Уильям Ф. Бентин       |
| 1991      | тф  | Без предупреждения                        | Without Warning: The James Brady Story | Доктор Арт Корбайн             |
| 1991      | ф   | Город надежды                             | City of Hope                           | Астероид                       |
| 1992      | ф   | Большие девочки не плачут… они дают сдачи | Big Girls Don't Cry... They Get Even   | Кит                            |
| 1992      | ф   | Их собственная лига                       | A League of Their Own                  | Айра Левенштейн                |
| 1992      | ф   | Боб Робертс                               | Bob Roberts                            | Мак Лефлин                     |
| 1992      | тф  | О, пионеры!                               | O Pioneers!                            | Карл Линструм                  |
| 1992      | ф   | Тихушники                                 | Sneakers                               | Эрвин "Уистлер" Эмори          |
| 1992      | ф   | Рыба страсти                              | Passion Fish                           | Ренни                          |
| 1993      | ф   | Затерянные в Йонкерсе                     | Lost in Yonkers                        | Джонни                         |
| 1993      | ф   | Фирма                                     | The Firm                               | Рэй Макдир                     |
| 1993      | ф   | Опасная женщина                           | A Dangerous Woman                      | Джетсо                         |
| 1994      | ф   | Дикая река                                | The River Wild                         | Том Хартман                    |
| 1995      | ф   | Дело Исайи                                | Losing Isaiah                          | Карл Левин                     |
| 1995      | ф   | Долорес Клэйборн                          | Dolores Claiborne                      | Джо Сент-Джордж                |
| 1995      | ф   | Семейный праздник                         | Home for the Holidays                  | Рассел Терзиак                 |
| 1996      | тф  |                                           | Beyond the Call                        | Рассел Кэйтс                   |
| 1996      | ф   | Мать-ночь                                 | Mother Night                           | Лейтенант Бернард О'Хара       |
| 1997      | ф   | Песнь о Гайавате                          | Song of Hiawatha                       | Марсель                        |
| 1997      | тф  | В сумерках                                | In the Gloaming                        | Мартин                         |
| 1997      | ф   | Секреты Лос-Анджелеса                     | L.A. Confidential                      | Пирс Морхаус Патчетт           |
| 1997      | ф   |                                           | Bad Manners                            | Уэс                            |
| 1998      | ф   | Восхождение                               | The Climb                              | Эрл Хаймс                      |
| 1998      | тф  | Следы крови                               | Evidence of Blood                      | Джексон Кинли                  |
| 1998      | ф   | С друзьями как эти...                     | With Friends Like These...             | Арманд Минетти                 |
| 1998      | ф   | Саймон Бирч                               | Simon Birch                            | Преподобный Рассел             |
| 1998      | ф   | Сумасшедший                               | Meschugge                              | Чарльз Камински                |
| 1999      | ф   | Сон в летнюю ночь                         | A Midsummer Night's Dream              | Тезей                          |
| 1999      | ф   | Забвение                                  | Limbo                                  | "Джампин Джо" Гастино          |
| 1999      | ф   | Карта мира                                | A Map of the World                     | Ховард Гудвин                  |
| 2000      | ф   |                                           | A Good Baby                            | Труман Лестер                  |
| 2000      | тф  | Песня свободы                             | Freedom Song                           | Питер Кроули                   |
| 2000      | ф   | Спасти Хэррисона                          | Harrison's Flowers                     | Хэррисон Ллойд                 |
| 2000      | тф  | Сотворившая чудо                          | The Miracle Worker                     | Капитан Келлер                 |
| 2001      | ф   | В семье не без урода                      | Relative Evil                          | Доктор Чарли                   |
| 2002      | ф   |                                           | Speakeasy                              | Брюс Хикмен                    |
| 2002      | ф   | Синяя машина                              | Blue Car                               | Остер                          |
| 2002      | тф  | Резец небесный                            | Lathe of Heaven                        | Мэнни                          |
| 2002      | ф   | История Роберта Ханссена                  | Master Spy: The Robert Hanssen Story   | Джек Хошоуер                   |
| 2004      | с   | Клан Сопрано                              | The Sopranos                           | Роберт Веджлер                 |
| 2004      | тф  | Парадиз                                   | Paradise                               | Преподобный Бобби Парадиз      |
| 2004      | ф   | Амнезия                                   | Twisted                                | Доктор Мелвин Франк            |
| 2005      | ф   | Непристойная Бэтти Пейдж                  | The Notorious Bettie Page              | Эстес Кефовер                  |
| 2005      | ф   | Потерявшийся в Америке                    | Missing in America                     | Генри                          |
| 2005      | ф   | Доброй ночи и удачи                       | Good Night, and Good Luck.             | Эдвард Р. Мэроу                |
| 2006      | кор |                                           | The Shovel                             | Пол Маллин                     |
| 2006      | ф   | Разверзлись небеса                        | Heavens Fall                           | Судья Джеймс Хортон            |
| 2006      | ф   | Мы — одна команда                         | We Are Marshall                        | Дональд Дедмон                 |
| 2006      | ф   | Ощущение видения                          | The Sensation of Sight                 | Финн                           |
| 2007      | кор | Вопросы жизни и смерти                    | Matters of Life and Death              | Мистер Дженнингс               |
| 2007      | ф   | Ультиматум Борна                          | The Bourne Ultimatum                   | Ноа Восен                      |
| 2007      | ф   | Стальные пальцы                           | Steel Toes                             | Дэнни Данкелмен                |
| 2007      | ф   | Перелом                                   | Fracture                               | Джо Лобруто                    |
| 2007      | ф   | Гонка за светом                           | Racing Daylight                        | Генри Бекер/Гарри Стокс        |
| 2007      | ф   | Мои черничные ночи                        | My Blueberry Nights                    | Арни Коупленд                  |
| 2008      | с   | Детектив Монк                             | Monk                                   | Патрик Клостер                 |
| 2008      | ф   | Спайдервик: Хроники                       | The Spiderwick Chronicles              | Артур Спайдервик               |
| 2009      | тф  | Осуждение Дж. Роберта Оппенгеймера        | The Trials of J. Robert Oppenheimer    | Роберт Оппенгеймер             |
| 2009      | ф   | Незваные                                  | The Uninvited                          | Стивен                         |
| 2009      | ф   | Холодные души                             | Cold Souls                             | доктор Флинтштейн              |
| 2010      | ф   | Вопль                                     | Howl                                   | Ральф Макинтош                 |
| 2010      | с   | Доктор Хаус                               | House, M.D.                            | Нэш                            |
| 2010      | ф   | Буря                                      | The Tempest                            | Алонсо, король Неаполя         |
| 2010      | ф   | Стукачка                                  | The Whistleblower                      | Питер Уорд                     |
| 2010      | тф  | Тэмпл Грандин                             | Temple Grandin                         | доктор Карлок                  |
| 2011—2012 | с   | Люди Альфа                                | Alphas                                 | доктор Ли Розен                |
| 2012      | ф   | Эволюция Борна                            | The Bourne Legacy                      | Ноа Восен                      |
| 2012      | ф   | Линкольн                                  | Lincoln                                | госсекретарь США Уильям Сьюард |
| 2014      | ф   | Годзилла                                  | Godzilla                               | адмирал Стенц                  |
| 2015      | ф   | Громче, чем бомбы                         | Louder Than Bombs                      | Ричард                         |
| 2015—2017 | с   | З: Начало всего                           | Z: The Beginning of Everything         | судья Энтони Сейр              |
| 2017      | ф   | Тёмные времена                            | Darkest Hour                           | Франклин Делано Рузвельт       |
| 2018—2018 | с   | МакМафия                                  | McMafia                                | Семён Клейман                  |
| 2018      | ф   | Интервью с Богом                          | An Interview with God                  | Тот человек                    |
| 2018      | ф   | НЛО                                       | UFO                                    | Франклин Алс                   |
| 2018      | с   | Пространство                              | The Expanse                            | Клэй Эшфорд                    |
| 2016—2019 | с   | Миллиарды                                 | Billions                               | «Блэк» Джек Фоли               |
| 2019      | ф   | Годзилла 2: Король монстров               | Godzilla: King of the Monsters         | адмирал Стенц                  |
| 2020      | ф   | Девятка                                   | Walkaway Joe                           | Джо Хэйли                      |
| 2020      | ф   | Земля кочевников                          | Nomadland                              | Дэвид                          |
| 2021      | ф   | Аллея кошмаров                            | Nightmare Alley                        | Пит Крамбейн                   |
| 2022      | ф   | Там, где раки поют                        | Where the Crawdads Sing                | адвокат Милтон                 |

## Награды
премия «Эмми»
- 2010 — в номинации «Лучший актёр второго плана в мини-сериале или телефильме» (телефильм «Тэмпл Грандин»)

премия «Спутник»
- 2010 — в номинации «Лучший актёр второго плана» (телефильм «Тэмпл Грандин»)

Венецианский кинофестиваль
- 2005 — Кубок Вольпи за лучшую мужскую роль (фильм «Доброй ночи и удачи»)

Cinequest Film Festival
- 2002 — в номинации Maverick Tribute Award

премия «Бронзовый Ковбой»
- 1992 — в ансамблевой номинации Television Feature Film (телефильм «О, пионеры!»)

премия «Независимый дух»
- 1991 — в номинации «Лучшая мужская роль второго плана» (фильм «Город надежды»)